# Syczewka (stacja kolejowa)
Syczewka (ros. Сычевка; także Сычёвка, Syczowka) – stacja kolejowa w miejscowości Syczowka, w rejonie syczowskim, w obwodzie smoleńskim, w Rosji. Położona jest na linii Lichosławl – Rżew – Wiaźma.

## Historia
Stacja powstała w XIX w. na linii kolei rżewsko-wiaziemskiej, pomiędzy stacjami Osuga i Nowoduginskaja.